# Токугава Нобуёси
Токугава Нобуёси (武田 信吉?, 18 октября 1583 — 15 октября 1603) — японский даймё конца периода Адзути-Момояма и начала периода Эдо, правитель Сакура-хана (1594—1602) и Мито-хана (1602—1603). Последний глава рода Такэда (1587—1603).

## Биография
Пятый сын Токугава Иэясу (1543—1616), первого сёгуна Японии из династии Токугава (1603—1605). Его матерью была наложница по имени Отома (1564—1591), дочь самурая Акияма Тораясу, вассала рода Такэда.
Токугава Иэясу, с симпатией относившийся к некогда могущественному роду Такэда, дал сыну имя Такэда Мантиомару. Затем мальчик получил новое имя — Такэда Сисиро Нобуёси. Иэясу передал сына на воспитание самураю Анаяме (1572—1587) из провинции Каи, формальному главе рода Такэда. В 1587 году после смерти своего приемного отца Такэда Нобуёси стал главой рода Такэда.
В 1590 году после переезда Токугава Иэясу в регион Канто его сын Нобуёси получил владение, сосредоточенное вокруг замка Коганэ, в провинции Симоса (доход 30 000 коку). В 1594 году он был переведен в замок Сакура (провинция Синано) с доходом 180 000 коку.
В 1602 году Такэда Нобуёси получил во владение от своего отца, сёгуна Токугава Иэясу, богатое княжество Мито-хан (провинция Хитати) с доходом 250 000 коку риса.
В октябре 1603 года 19-летний Токугава (Такэда) Нобуёси, болезненный от рождения, скончался, не оставив после себя детей. С его смертью окончательно пресекся род Такэда.